# Insula Hashima
Anul abandonului: 1974
Numărul de locuitori: 5000
Anii in care a fost populată: 1887-1974
Alte denumiri: Gunkajima,Hashimajima
Lungime: 5 ha (hectare)
Hashimajima este o insulă japoneză ce 
aparține Prefecturii Nagasaki fiind situată la sud de insula Takashima. In anul 1916, compania Mitsubishi a construit prima clădire din beton de pe insula si ziduri imense care sa-i protejeze pe locuitori de taifumuri si alte furtuni violențe. Pe data de 24 aprilie 1974, ultimul locuitor a părăsit insula, lăsând-o complet abandonată.